# Myosoma hancocki
Myosoma hancocki är en bägardjursart som beskrevs av Soule 1955. Myosoma hancocki ingår i släktet Myosoma och familjen Pedicellinidae. Inga underarter finns listade i Catalogue of Life.